# Grasmyrskogen
Grasmyrskogen est une localité du comté de Troms, en Norvège.

## Géographie
Administrativement, Grasmyrskogen fait partie de la kommune de Lenvik.